# Каштеду (Алижо)
Каштеду (порт. Castedo) — район (фрегезия) в Португалии, входит в округ Вила-Реал. Является составной частью муниципалитета Алижо. По старому административному делению входил в провинцию Траз-уж-Монтиш и Алту-Дору. Входит в экономико-статистический субрегион Доуру, который входит в Северный регион. Население составляет 467 человек на 2001 год. Занимает площадь 13,47 км².
Покровителем района почитается святой Иоанн Креститель  (порт. S. João Batista), празднование 24 июня.